# Tinos (gmina)
Tinos (gr. Δήμος Τήνου, Dimos Tinu) – gmina w Grecji, w administracji zdecentralizowanej Wyspy Egejskie, w regionie Wyspy Egejskie Południowe, w jednostce regionalnej Tinos. W jej skład wchodzi między innymi wyspa Tinos. Siedzibą gminy jest Tinos, a siedzibą historyczną jest Panormos. W 2011 roku liczyła 8636 mieszkańców. Powstała 1 stycznia 2011 roku w wyniku połączenia dotychczasowych gmin Tinos i Eksomwurgo oraz wspólnoty Panormos.